# Ciemniasta Turnia
Ciemniasta Turnia (słow. Chmúrna veža, niem. Fabeschturm, węg. Fabeschtorony) – najwyższa turnia w tzw. Zimnowodzkiej Grani biegnącej na południowy wschód od masywu Pośredniej Grani w słowackich Tatrach Wysokich. Jej wysokość to 2255 m n.p.m. Od Pośredniej Grani oddziela ją Ciemniasty Przechód, natomiast od Dzwonnicy w masywie Wielkiego Kościoła – Ciemniasta Przełęcz. W południowo-wschodniej grani Ciemniastej Turni znajduje się niewielka turniczka zwana Ciemniastą Igłą, która oddzielona jest od jej bloku szczytowego Ciemniastą Szczerbiną. Wierzchołek Ciemniastej Turni jest wyłączony z ruchu turystycznego, nie prowadzą na niego żadne znakowane szlaki turystyczne. Taternicy najczęściej odwiedzają tę turnię przy okazji przechodzenia z grani Kościołów na Pośrednią Grań.
Nazwa Ciemniastej Turni została nadana przez Mieczysława Świerza. Pierwszy raz została użyta w przewodniku jego i Janusza Chmielowskiego. Nazwa niemiecka i węgierska upamiętnia Heinricha Fabescha, który jako pierwszy zdobył jej wierzchołek.

## Historia
Pierwsze wejścia turystyczne:
- Heinrich Fabesch i Johann Hunsdorfer (senior), 10 lipca 1902 r. – letnie,
- Antonín Jiskra, Josef Kelbich, František Michek, Jaroslav Němeček i Antonín Veverka, 27 marca 1947 r. – zimowe.